# Parasite Eve (videojuego)
Parasite Eve (en japonés: パラサイト・イヴ, Parasaito Ibu) es un videojuego de terror de estrategia y acción, con algunos toques de videojuego de rol. Fue desarrollado por la empresa Squaresoft basándose en el libro homónimo de Hideaki Sena. Su banda sonora está compuesta por Yōko Shimomura.
El juego fue puesto a la venta el 29 de marzo de 1998 para la consola PlayStation de Sony en Japón, y tres meses más tarde se comercializó en América del Norte. El juego no llegó a ser distribuido en Europa. Aparte de ser una completa novedad, el juego incluye un modo de juego adicional que se desbloquea al terminarlo por primera vez, llamado "EX Mode". Este modo destaca, aparte de su dificultad, por añadir un nivel adicional en el juego, que transcurre en el Edificio Chrysler, además de permitir el acceso al verdadero final del juego, ya que el "final normal" no se considera canónico.
Dado el éxito del juego, Squaresoft decidió desarrollar una continuación, Parasite Eve II, también para PlayStation. Fue puesto a la venta en Japón el 16 de diciembre de 1999, y en América del Norte el 12 de enero de 2000. En esta ocasión, esta segunda entrega sí que llegó a Europa, traducido en todos los idiomas europeos, el 25 de agosto de 2000.
La serie estuvo congelada desde entonces, hasta que en el año 2008 se anunció Parasite Eve 3 para teléfonos móviles, pero debido a diversas críticas, su desarrollo se trasladó para la consola PlayStation Portable. Esta tercera parte fue titulada finalmente The 3rd Birthday debido a la no renovación de la licencia Parasite Eve. Apareció en Japón el 22 de diciembre de 2010, en América del Norte el 29 de marzo de 2011, y en Europa el 1 de abril de 2011.

## Sistema de juego
El juego consta de un modo de juego que combina facultades de exploración con toques de terror y supervivencia y videojuego de rol en el que se observa al personaje desde un punto de vista vertical/diagonal en fondos pre-renderizados. No es sino hasta cuando hay que batallar contra los enemigos del juego, los cuales saldrán a manera de encuentros aleatorios donde se ve la parte que el juego debe al estilo de juego de un videojuego de rol. El personaje tendrá un rango delimitado de ataque dependiendo del arma que porte y dependiendo de la distancia entre el personaje y el enemigo, mayor será el daño que recibirá por lo cual si el enemigo está fuera del rango de ataque, fallará el disparo o bien el daño será menor de acertar. Conforme los enemigos sean eliminados, Aya aumentará de experiencia para subir nivel. Con el aumento de nivel, también aumentará la capacidad para transportar más objetos; Además de incrementar sus parámetros básicos, Aya aprenderá nuevas habilidades conocidas como PE (Energía Parasitaria, según sus siglas en inglés) las cuales se verán reflejadas en una barra verde que, a medida que el jugador utilice estas habilidades (las cuales se usarán como un comando en un juego de rol en el menú especial), la barra se irá desgastando y cuando se quede vacía, Aya quedará vulnerable a la merced de cualquier ataque enemigo, aunque pasados unos segundos, la barra volverá a rellenarse. 
El sistema de armas y armaduras también puede ser mejorado en el juego a base de piezas, las cuales el jugador puede ir encontrando a lo largo del juego. Dichas piezas permite al jugador modificar e insertar efectos especiales a sus armas o armaduras (que van desde usar dos comandos al tiempo hasta disparar más balas, según el arma que lleve equipada en el caso de las armas y así mismo, en el caso de las armaduras, poder añadirles funciones especiales como un espacio extra, resistencia a estados alterados entre otras cosas).

## Argumento
El juego tiene lugar durante 6 días en Nueva York, en 1997. El incidente empieza el 24 de diciembre y termina el 30.
Aya Brea, una novata de la Policía de Nueva York de 25 años, está asistiendo a una presentación de ópera en el Carnegie Hall de Nueva York durante Nochebuena cuando repentinamente, en el momento en que la actriz principal comienza su aria, casi todas las personas en el teatro estallan en llamas. Aya, el hombre que la acompañaba, y una actriz en escena son las únicas personas en el edificio entero que quedan ilesas. Aya se enfrenta a la actriz, Melissa Pearce, quien lucha contra ella con unos extraños poderes, y antes de desaparecer tras el escenario Pearce menciona enigmáticamente que las mitocondrias en las células de Aya necesitan más tiempo para desarrollarse. Después de su encuentro con la actriz, Aya siente un cambio en su cuerpo: una extraña sensación de intenso calor junto con unos nuevos poderes. Aya explora entre bastidores buscando a Pearce y encuentra el diario de Melissa en un camerino. Descubre las ansias de la actriz para interpretar el papel principal de la obra y un recital en Central Park, y su adicción a cierta medicación especial, porque últimamente se estaba sintiendo enferma debido a que repentinamente su temperatura corporal aumentaba sin razón alguna. En la última habitación de la parte trasera del teatro, Aya se encuentra con Pearce tocando el piano, que súbitamente muta en una especie de monstruo flotante. Pearce declara que ella ya no es más Melissa Pearce, sino "Eve", un ser infernal con un solo objetivo: liberar a todas las mitocondrias existentes. Tras una extraña visión de Aya, Eve se escapa por el sistema de alcantarillado, pero Aya se enfrenta otra vez con ella después de derrotar a una gran variedad de criaturas mutantes, llamadas NMCs, o Criaturas Neo-Mitocondriales. Por el camino, Aya cree ver al fantasma de una niña que le es familiar. Eve dice que va a darle más tiempo a Aya para que evolucione y escapa mientras Aya lucha contra un enorme cocodrilo mutante. Todo esto se desarrolla en una multitud de escenarios llenos de suspense e imaginación.
Tras una incómoda rueda de prensa en la comisaría referente a los eventos de Carnegie Hall, Aya va a ver a un científico experto en mitocondrias al Museo de Historia Natural junto con Daniel, su compañero en el Departamento de Policía. El doctor Hans Klamp les provee de diversa información científica sobre las mitocondrias aparentemente inútil, pero Aya y Daniel sospechan que Klamp les oculta algo, sobre todo al ver que reacciona de manera extraña cuando mencionan a Eve. Al volver a la comisaría, el comisario Baker les informa que Eve está en el anfiteatro de Central Park, donde Melissa Pearce iba a dar un recital. Daniel recuerda que su exmujer y su hijo iban a ir a verla y, sin dudarlo, él y Aya se dirigen rápidamente hacia allí para rescatarlos. Al llegar, Aya tiene que entrar sola en el parque porque Daniel corre riesgo de arder si entra en el radio de influencia mitocondrial de Eve.
Tras abrirse paso por el parque luchando contra animales mutados, Aya logra llegar al anfiteatro, pero ya es tarde para detener a Eve, quien usa su poder para que toda la audiencia se licúe en una gelatinosa masa anaranjada.
Aya va tras Eve, que huye del anfiteatro, y según avanza por el parque vuelve a tener extrañas visiones de una sala de hospital, y ve de nuevo a la niña fantasma, que identifica como Maya, su difunta hermana pequeña. Finalmente alcanza a Eve, y ambas terminan luchando en un carruaje, donde Eve le recrimina a Aya que esté del lado de esos patéticos humanos y no se una a ella. Finalmente, el caballo, desbocado y llameante por culpa de Eve, cae muerto, el carruaje se estrella y Aya queda inconsciente.
A continuación seguimos con Daniel por un breve período. Daniel encuentra a su hijo, Ben, quien logró escapar del anfiteatro, mientras la exmujer de Daniel, Lorraine, ha sido absorbida por la masa gelatinosa. Mientras, la policía decide evacuar todo Manhattan y establecer un perímetro de emergencia ante la amenaza que Eve supone para toda la ciudad. La escena cambia y vemos a un hombre joven japonés, Kunihiko Maeda, intentando atravesar una de las barricadas policiales, cosa que consigue cuando uno de los policías se pone a arder, provocando una distracción. Después, vemos como Aya se despierta en el apartamento de Maeda en el Soho, donde también está Daniel. Maeda les explica a los dos que unos incidentes similares ocurrieron tiempo atrás en Japón (en la novela del mismo nombre que el juego, y que funciona como precuela de este). Todo comenzó cuando un científico intentó cultivar las células vivas de su esposa, muerta en un accidente de coche, para revivirla. El proceso funcionó, pero su mitocondria se apoderó del cuerpo de la mujer, pero el tiempo de vida de Eve, la mitocondria en cuestión, fue corto. La esposa del científico era una donante de órganos, y después de su muerte, sus riñones le fueron trasplantados a una chica joven. Eve trató de dar a luz a una criatura llamada el Ser último que poseyera todo el poder de su mitocondria después de obtener el esperma del científico, usando a la chica como útero, pero fracasó y murió. Tras oír la verdad sobre Eve, Aya pide que la dejen sola, y se pone a dudar acerca de si ella es un monstruo o no, vistos sus poderes.
A la mañana siguiente, el trío se dirige al museo para usar el laboratorio y así averiguar algo más sobre la mitocondria de Eve. Al examinarla al microscopio, Maeda descubre que la mitocondria de Eve parásita el núcleo de la célula humana normal, haciendo que mute descontroladamente, pero en las células de Aya, sus mitocondrias dan más energía y poder al núcleo, que rechaza el ataque de la mitocondria de Eve. Maeda reflexiona acerca de la teoría tras esto, mencionando el libro El gen egoísta, de Richard Dawkins. Entonces, el Dr. Klamp les interrumpe y, al ver la muestra de sangre de Aya, se queda anonadado y comienza a hacerle preguntas a la chica. Entonces, Daniel se da cuenta de que en la pantalla del ordenador del doctor hay una lista de nombres entre los que están su mujer y su hijo, e intenta que Klamp hable empleando la fuerza, pero Aya le detiene, y los tres se van. De nuevo en el coche, Maeda comenta que la lista que Daniel vio se parecía mucho a las listas de donantes de órganos de los hospitales.
Al llegar a la comisaría, descubre que el edificio ha sido atacado por Eve y sus criaturas mutantes, matando a muchos policías e hiriendo a varios amigos de Aya y Daniel. Ambos se ponen a buscar a Ben, el hijo de Daniel, que va persiguiendo al perro policía Sheeba, que se comporta de manera extraña. Finalmente, Aya llega justo a tiempo de salvar a Ben y al comisario de Sheeba, que muta convirtiéndose en una NMC similar a Cerbero.
Tras acabar con el monstruo, Maeda pregunta a Aya si cerca de aquí hay algún banco de esperma, ya que Eve lo necesita para dar a luz al Ser último, y Aya recuerda que existe uno en el hospital principal, así que se dirigen hacia allí. Por el camino, Maeda explica que el Ser último engendrado en Japón murió porque las mitocondrias heredadas de su padre se rebelaron contra las de Eve, matándolo. Al llegar, Aya queda bloqueada en el sótano después de que Eve sabotee el ascensor y provoque un apagón. Tras restaurar la electricidad, Aya vuelve a ver al fantasma de Maya y se queda atónita al descubrir una sala de trasplantes igual que la de sus visiones mientras ayudaba a unos médicos. Finalmente nuestra protagonista logra alcanzar el banco de esperma, pero ya es tarde, Eve ha robado varias muestras. Al revisar los documentos que hay en el suelo Aya descubre una ficha médica de Melissa Pearce y otra de su hermana, y descubre que ambas estuvieron en ese hospital en las mismas fechas.
Siguiendo a Eve hasta el tejado, Aya aniquila a otra horripilante criatura antes de encararse con su némesis, en ese momento Eve revela que Maya era la Eve original, para desconcierto de Aya. Sin embargo, aparecen dos cazas militares enviados por el ejército, que ha llegado en portaaviones, y Eve usa sus poderes para que se estrellen contra el tejado, aprovechando la confusión para huir. Aya también logra escapar en una plataforma de limpiacristales por los pelos.
Al día siguiente, Aya llega a Chinatown respondiendo a una llamada de Maeda. Siguiendo la pista de Eve por las alcantarillas, Aya llega hasta la planta de control del agua. Allí, la masa gelatinosa formada por las personas de Central Park entra en el sistema de aguas. Aya logra expulsarla y sigue por el metro hasta llegar a un puente donde ve que la masa se dirige hacia el museo.
Aya acude al museo por tercera vez, solo para descubrir que está lleno de NMC y fósiles de dinosaurio revividos por las mitocondrias. Tras abrirse paso hasta la oficina del doctor Klamp, allí este les explica a Aya y a sus compañeros la verdad. Él está del lado de Eve, y se ha encargado de manipular genéticamente el semen robado para dejarlo sin mitocondria masculina, para que así Eve pueda engendrar al Ser último sin problemas. Tras esta explicación, alza los brazos y le dice a Eve que puede tomarle. Daniel y Maeda escapan por los pelos saltando por la ventana cuando el doctor muere por combustión espontánea. Finalmente Aya descubre a una embarazada Eve en lo más profundo del museo, pero cuando se dispone a acabar con ella, Eve hace que la masa gelatinosa aparezca y se mete dentro de ella, tomando una forma humanoide y protegiéndola hasta que de a luz al Ser último. En ese momento varios helicópteros militares y un caza atacan a la masa con misiles, pero esta toma forma de esfera generando un escudo que repele los misiles y luego lanzando unas poderosas descargas energéticas que aniquilan los helicópteros y al caza.
Tras el ataque fallido contra Eve, Aya y sus amigos son trasladados a un portaaviones militar, donde un general les explica que un ataque con misiles nucleares es la única solución. Aya, la única persona capaz de aproximarse a Eve sin estallar en llamas, decide pilotar el helicóptero que lanzará los misiles. El choque tiene lugar frente a la Estatua de la Libertad, y aunque la explosión aparentemente acaba con Eve y la masa naranja, provoca la caída de la estatua. Aya decide lanzarse en paracaídas sobre la isla para comprobar si Eve está realmente muerta. Por supuesto, Eve ha sobrevivido, y se enfrenta a Aya en una lucha final, de la que la joven policía sale victoriosa. Eve muere, no sin darse cuenta de que Aya es el enemigo natural de las NMC.
Todo parece haber terminado y Aya está descansando en el portaaviones cuando se produce un temblor y de los restos de la masa gelatinosa nace una horrible criatura con apariencia de bebé que hace estallar las otras naves. Maeda se da cuenta de que la masa era el útero donde se gestaba el Ser último. Mientras Maeda y Daniel escapan en helicóptero, Aya decide quedarse a bordo para combatir al Ser último, y pese a que logra vencerle varias veces, evoluciona hasta una forma casi invulnerable. Entonces, Daniel se lanza desde el helicóptero, en un salto que casi le cuesta la vida, para entregarle a Aya unas balas especiales creadas por Maeda que contienen células de la chica, las cuales le infligen un daño considerable a la criatura. Finalmente, Aya hace explotar el barco con el Ser último a bordo, acabando con él.
Una vez que los tres están en puerto, Maeda le explica a Aya que ella recibió un trasplante de córnea de Maya, lo cual explica sus poderes y la singularidad de sus células. No obstante, Maeda también advierte que las mitocondrias de Aya evolucionan de una manera completamente diferente a las de Eve.
El juego termina con una escena en la que Aya, Maeda, Ben y Daniel van a la ópera de nuevo en el Carnegie Hall. Cuando la obra llega a la escena en la que el año pasado comenzó todo, los ojos de Aya brillan con un resplandor rojo, se levanta, y al instante, los ojos del resto del público comienzan a brillar también. Sin embargo, este final no es considerado canónico al no encajar con los eventos de Parasite Eve II, y el EX Mode presenta el verdadero final. Al parecer, esta escena pretende mostrar lo que quiso decir Eve al principio del juego cuando le dijo a Aya: "Cuanto más uses tu poder, más te parecerás a mí."

### Final alternativo
En el verdadero desenlace del juego, tras derrotar al ser definitivo, Aya y sus compañeros descubren que en el Edificio Chrysler, se esconde una amenaza mucho mayor que la que representaban Eve y el ser definitivo. Aya se dirige hasta allí y tras enfrentarse a toda clase de criaturas llegando hasta el último piso del rascacielos, descubre que todo lo acontecido hasta entonces, fue culpa de una entidad que se identifica así misma como la auténtica Eve. Para infortunio de Aya, la criatura está manipulando el cuerpo de su hermana menor, Maya, quien falleciera en un accidente de tránsito junto a su madre. 
Esta criatura le explica a Aya que efectivamente las células Neo mitocondriales de Melissa Pearce surgieron del cuerpo de su hermana menor Maya; once años atrás, el doctor Hans Klamp realizó una operación de trasplante de órganos en dos chicas, la primera, Melissa Pearce, que sufría de una Insuficiencia renal, recibió uno de los riñones de Maya mientras que Aya, recibió un trasplante de córnea explicándose de esta manera las visiones que Aya tenía al comienzo del juego; sin embargo, mientras que las mitocondrias de Eve lograron tomar el control del cuerpo de Melissa debido al excesivo consumo de inmunosupresores que debilitaron excesivamente sus anticuerpos volviéndola susceptible a ser poseída por Eve y provocar este incidente, las células presentes en la córnea trasplantada a Aya la afectaron de forma diferente ya que al poseer un ADN similar, desarrolla unos anticuerpos específicos contra las mitocondrias de Eve al tiempo que desarrolla sus poderes. 
El doctor Klamp cultivaba las células de Maya con las mitocondrias de Eve presentes en ellas para su investigación, de esta manera mientras Eve (es decir Melissa Pearce) daba a luz al ser definitivo al eliminar el ADN masculino del semen robado del hospital general de Nueva York, las células originales comenzaron su gestación dentro del último piso del edificio Chrysler de modo que si Melissa y el ser definitivo eran destruidos, las células originales podrían sobrevivir dentro del cuerpo reanimado de Maya. 
Aya se harta de escuchar las explicaciones de Eve y más aún se enfurece al ver que la criatura utilice el cuerpo de su hermana menor fallecida para sus propios planes. Eve entonces comienza a mutar en su forma perfecta y utiliza todos sus poderes para enfrentarse con Aya, pero acaba siendo derrotada. En un último y desesperado acto por sobrevivir, Eve intenta apoderarse del cuerpo de Aya, pero en el último segundo, una esencia residual de Maya presente en sus células se lo impide permitiendo a Aya destruir a Eve de una vez por todas, en consecuencia sacrificándose y Aya termina perdiendo la mayor extensión de sus poderes, pero a cambio recibiendo unos nuevos de menor intensidad ya que la amenaza de las criaturas mutadas por las Neo-mitocondrias se ha desperdigado por el mundo y alguien debe detenerlas, desatándose de esta manera los eventos de Parasite Eve II.

## Desarrollo
Parasite Eve está basado en la aclamada novela homónima de Hideaki Sena lanzada en 1995. El videojuego sirve como secuela al libro. Fue producido Hinoboru Sakaguchi y dirigido por Takashi Tokita de Square. durante el desarrollo de juego, Square decidió usar a la ciudad de Nueva York como escenario adespués de haber sido previamente considerada para usar en Final Fantasy VII. El juego es notable por ser el primero de Square en ser clasificado como M (Maduro) por ESRB. En contraste con títulos previos de Square, el equipo de desarrollo para Parasite Eve consistió en personal japonés y estadounidense, con una gran parte de la producción tomando lugar en los Estados Unidos. Diferentes conceptos para la apertura del juego fueron considerados, incluyendo diferentes diseños para Aya y Melissa transformándose en Eve en el escenario durante la opera. El autor del libro, Hideaki Sena no sabía la trama del título hasta que fue completada, ya que el juego fue en colaboración entre Square y su publicador.
Aya Brea fue creada por Hironobu Sakaguchi y diseñada porTetsuya Nomura. Aya fue originalmente diseñada por otra persona, pero los bosquejoss originales no dejaron satisfecho a Sakaguchi,quien quería a un personajes de pelo largo como Aerith Gainsborough, un personaje central de Final Fantasy VII. Al momento,él estaba creando otro personaje no específico para un proyecto diferente que lucía pelo corto. Confundido al diseñar a ambos, accidentalmente combinó los dos diseños, creando la actual Aya. El concepto original para ella era ser fuerte, sexy y "fascinante".
En televisión, hubo publicidades de full motion video presentes en el juego, publicadas en los Estados Unidos para su lanzamiento en 1998. En una mezcla de envíos, más de doscientas copias del juego se enviaron a locales de Best Buy una semana antes del lanzamiento oficial.
Antes del lanzamiento de The 3rd Birthday's en 2010, tanto Yoshinori Kitase como Tetsuya Nomura discutieron el re-lanzamiento de Parasite Eve y Parasite Eve II. El lanzamiento fue detenido parcialmente debido a los derechos de las series siendo co-propiedad de Hideaki Sena.

## Legado
El videojuego Parasite Eve que fue inspirado por el libro original fue popular en Japón, y fue parte del fenómeno "J-horror" junto con otras ficciones como"The Ring", y lideró dos videojuegos secuela y una adaptación al manga llamado Parasite Eve DIVA basado sobre el universo del videojuego.

## Secuelas
Dos años después, la segunda parte del videojuego salió.
Mucho se especuló sobre su lanzamiento, primero se hizo con Playstation 2, y luego, como era de esperar, le tocó el turno a su sucesora, la Playstation 3. La compañía encargada de Parasite Eve (Square Enix), hizo pública la noticia de que un tercer capítulo de la saga, sería lanzado únicamente para teléfonos móviles DOcoMO (Japoneses), titulado The 3rd Birthday.
Pero más tarde, en un evento que realizó Square Enix en la TGS 2008 confirmó que el tercer capítulo de Parasite Eve iba a ir para la portátil de Sony, la PSP. El estreno de esta tercera secuela fue el 22 de diciembre de 2010 en Japón.